# Demain c'était la guerre
Pour plus de détails, voir Fiche technique et Distribution.
Demain c'était la guerre (en russe : Завтра была война, Zavtra byla voïna) est un film dramatique soviétique réalisé par Iouri Kara sorti en 1987. Il est adapté du roman de Boris Vassiliev qui signe également le scénario.

## Synopsis
L'histoire se déroule au printemps 1940. La vie des élèves de la classe de 9e "B"  se déroule comme d'habitude. Au centre des événements se trouve Iskra Poliakova, délégué de classe et membre du Komsomol dévouée, dont la mère appelée camarade Poliakova est une communiste qui s'est distinguée lors de la Guerre civile russe. Les idéaux de la jeune Iskra sont limpides et comme elle le croit inébranlables, sa pensée est binaire tout comme celle de sa mère. Elle s'indigne sincèrement, par exemple, quand sa camarade de classe Zina lui pose les questions sur la féminité. Invitée à un anniversaire Iskra admire un poème récité par son amie Vika, fille du célèbre ingénieur aéronautique Leonid Liouberetski, mais fait volte-face apprenant qu'il est écrit par Sergueï Essénine, l'auteur désigné comme décadent par la critique soviétique. Imperturbable Vika lui demande si elle a déjà lu Essénine et lui prête le livre.
Un jour, on apprend à l'école que le père de Vika est arrêté par le NKVD et accusé de sabotage.

## Fiche technique
- Titre : Demain c'était la guerre
- Titre original : Zavtra byla voïna
- Réalisation : Iouri Kara
- Scénario : Boris Vassiliev
- Photographie : Vadim Semionovykh
- Montage : Alla Miakotina
- Son : Igor Strokanov, Leonid Veitkov
- Producteur exécutif : Tatiana Schifman
- Langue : russe
- Durée : 90 min
- Format : Noir et blanc - Mono
- Production : Gorki Film Studio
- Pays : URSS
- Sortie : 1987

## Distribution
- Sergueï Nikonenko : Nikolaï Romakhine, proviseur
- Irina Tchitcherina (ru) : Iskra Poliakova
- Nina Rouslanova : camarade Poliakova, mère d'Iskra
- Vera Alentova : Valentine Andronovna dite Valendra, principal-adjoint
- Natalia Negoda : Zina Kovalenko
- Vladimir Zamanski : Leonid Liouberetski, ingénieur, père de Vika
- Rodion Ovtchinnikov (ru) : Zhora Landys
- Guennadi Frolov (ru) : Sachka Stameskine
- Sergueï Stoliarov : Artiom Chefer
- Ioulia Tarkhova : Vika Liouberetskaïa
- Vladislav Demtchenko : Pachka Ostaptchouk